# Szasciorauka (stacja kolejowa)
Szasciorauka (biał. Шасцёраўка; ros. Шестёровка) – stacja kolejowa w miejscowości Wialiki Moch, w rejonie klimowickim, w obwodzie mohylewskim, na Białorusi.
Nazwa pochodzi od oddalonej o 2,3 km wsi Szasciorauka.
Obecnie jest to stacja końcowa linii. Dalsza część szlaku w stronę położonego w Rosji Rosławia jest nieprzejezdna.
Obecnie ze stacji nie jest prowadzony ruch pasażerski. Połączenia pasażerskie z Szasciorauką istniały na pewno w 2012. Dla późniejszych lat brak danych.